# Boudin blanc truffé
Le boudin blanc truffé est une préparation charcutière particulièrement appréciée lors des fêtes de fin d'année. Sa réalisation, faite à base de boudin blanc classique, est réglementée et seules entrent dans sa préparation les truffes noires comme la tuber melanosporum ou la tuber brumale, dans un pourcentage bien défini. Certaines fabrications locales, en particulier dans le sud-ouest de la France, intègrent la truffe dans leur recette originelle et proposent leur boudin blanc truffé toute l'année.

## Réglementation
Le boudin blanc truffé doit être élaboré uniquement à base de tuber melanosporum et de tuber brumale. Pour justifier cette dénomination, il doit au moins comporter 3 % de truffes. Si ce pourcentage est inférieur, le mot truffé doit être obligatoirement complété par la précision du pourcentage sur l'étiquette de vente (truffé à x %). De plus, ce pourcentage ne peut être inférieur, en aucun cas, à 1 %.

## Différents boudins blancs truffés
Le boudin blanc de Toulouse est élaboré à base de blanc de volaille, de viande de porc et d'au moins 20 % de foie gras de canard ou d'oie. Nombre de charcutiers suivent encore la vieille recette séculaire en y intégrant des truffes et en l'aromatisant à l'armagnac ou au cognac.
Il en va de même pour le boudin blanc du Quercy, dans la composition duquel entre uniquement de la joue de porc. Là aussi, dans cette région où la truffe prospère, elle entre traditionnellement dans la recette.
Le boudin blanc de Rethel, pour la période des fêtes, peut être truffé. À la truffe noire la tradition ajoute une addition de jus de truffe.

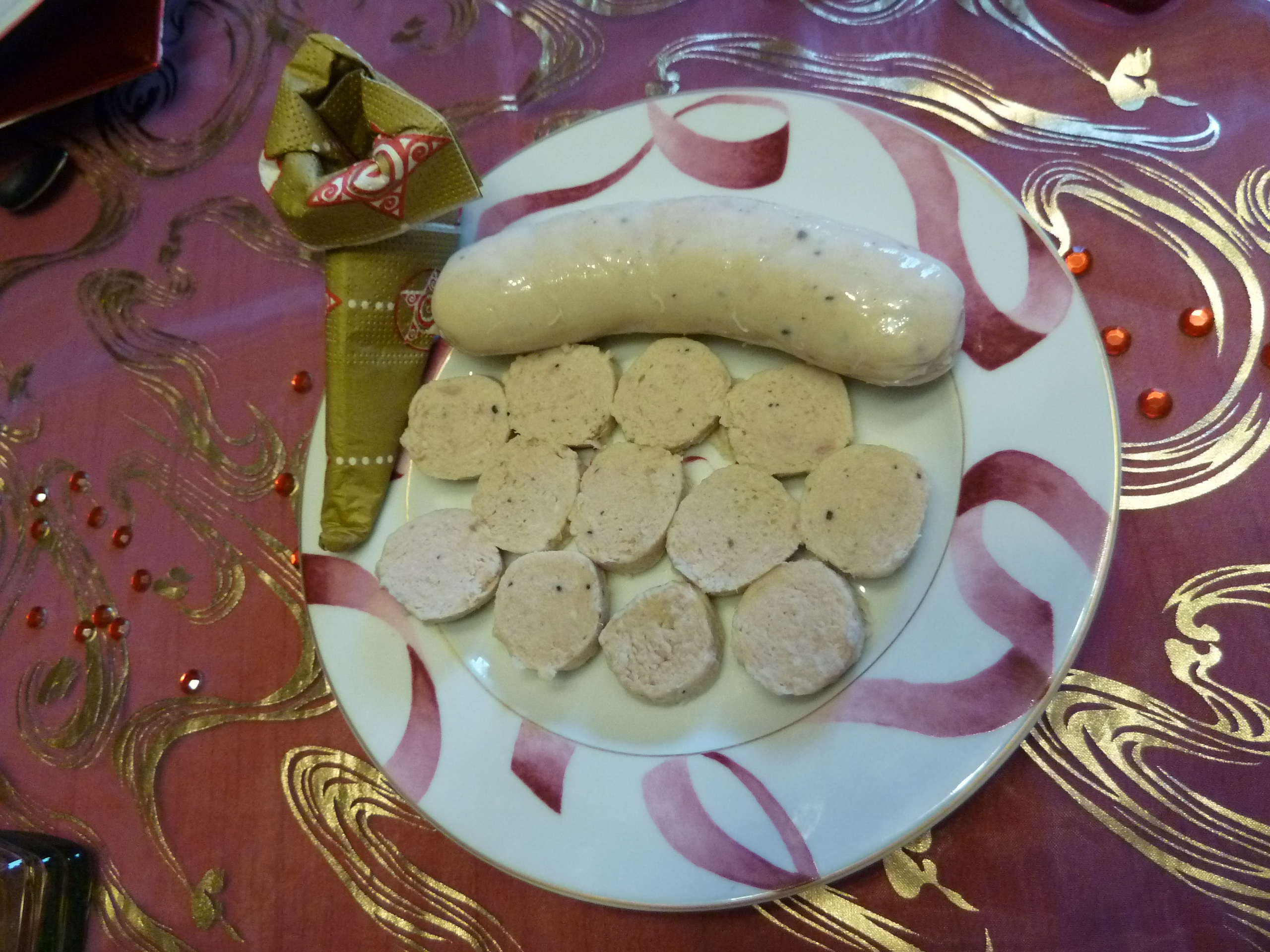
Boudin blanc de Rethel truffé.

Le boudin blanc à la Richelieu n'est pas une spécialité régionale, mais une façon spécifique de préparer et présenter le boudin blanc. Dégusté dans toute la France, il se présente sous la forme de boulettes recouvertes de crépine, qui contiennent un hachis de filets et foies de volaille, du maigre de veau et du foie gras. De consistance ferme, il est présenté en petits rectangles ou parallélépipèdes et parsemé de truffes,. Ce fut Étienne Joly, cuisinier et premier aide aux entrées chez le maréchal de Richelieu, qui réalisa et baptisa ainsi ce mets, en 1748.
Il en a proposé une variante, le boudin au foie gras et aux truffes. Cette préparation nécessite un tiers de foie gras, un tiers de chair de porc et un tiers de blanc de chapon. Ce mélange haché est assaisonné aux épices et aux fines herbes, après ajout de jaunes d’œuf et de crème fraîche. Le hachis est ensuite relevé de truffes râpées. Après avoir reposé, il est entonné dans des boyaux et cuit dans un mélange égal d'eau parfumée au citron vert et laurier, et de lait.

## Accompagnement
Le boudin blanc truffé se prépare comme un boudin blanc classique (cuisson et accompagnement), hormis que la présence de la truffe exhale sa saveur. Pour ceux en quête de nouvelles découvertes gustatives, il est à tester avec des abricots au cours d'un apéritif.

## Accord mets/vin
Ce boudin se marie classiquement avec un vin blanc sec de Loire, d'Alsace ou de Savoie. Il est parfait avec un Champagne.